# Clonazepam
Clonazepamul este un medicament din clasa 1,4-benzodiazepinelor, fiind utilizat în tratamentul unor forme de epilepsie și al tulburărilor de panică. Calea de administrare disponibilă este cea orală.
Substanța patentată în 1960 a fost disponibilă comercial în Statele Unite începând cu anul 1975. Este disponibil sub formă de medicament generic.

## Utilizări medicale
Clonazepamul este indicat în tratamentul epilepsiei și al tulburărilor de panică, cu sau fără agorafobie. În epilepsie, indicațiile sunt: toate formele clinice de epilepsie și convulsii, convulsii tonico-clonice generalizate (grand mal), primare sau secundare, parțiale (focale) sau mioclonice.

## Farmacologie
Ca toate benzodiazepinele, clonazepamul acționează ca modulator alosteric pozitiv al receptorului de tip A pentru acidul gama-aminobutiric (R GABAA), reducând excitabilitatea neuronilor.